# Megatrax Production Music
Megatrax Production Music es una compañía independiente productora y proveedora de librerías de música para medios audiovisuales, con sede en  California, USA. Fue fundada en 1991 por los compositores John Carlo Dwyer y Ron Mendelsohn.
Su primer álbum fue The promo collection 1, que contenía música incidental para diversas situaciones dramáticas, en 1992 sale a la luz Drama plus 1.
Tiene en su catálogo cerca de 1000 álbumes con música de diferentes estilos y efectos sonoros, bajo los sellos Megatrax, Beat Bites, Intervox, L.A. Riot, Marquee Music, Megasonics, The Scene, Sensación, Sound Adventures, Tonal Injection, Deep East y Scorched Score.
Además de ofrecer música de librería y otorgar licencias para su uso, Megatrax también produce música personalizada a pedido mediante su subsidiaria Aircast Production, entre sus principales clientes se encuentran FedEx, CBS, History Channel, Telesur de Venezuela, entre otros.